# Хайнрих III (Мюнстерберг-Оелс)
Хайнрих III фон Мюнстерберг-Оелс (на немски: Heinrich III von Münsterberg-Oels; Heinrich III. von Podiebrad, Heinrich III. von Bernstadt; на чешки: Jindřich III Minstrbersko-Olešnický; * 29 април 1542, Олешница/Оелс; † 10 април 1587, Оелс) от бохемския род Подебради, е от 1548 г. херцог на Мюнстерберг и херцог на Бернщат (1565 – 1574). Освен това той има титлата граф на Глац (Клодзко в Полша).

## Биография
Той е най-големият син на херцог Хайнрих II фон Мюнстерберг-Оелс (1507 – 1548) и втората му съпруга Маргарета фон Мекленбург-Шверин (1515 – 1559), дъщеря на херцог Хайнрих V фон Мекленбург-Шверин и втората му съпруга Хелена фон Пфалц. По-малкият му брат Карл II (1545 – 1617) от 1548 г. е херцог на Мюнстерберг, херцог на Олешница/Оелс (1565 – 1617), херцог на Бернщат (1604 – 1617) и граф на Глац.
При смъртта на баща му през 1548 г. Хайнрих III е едва на шест години, затова той е първо под опекунството на неговия чичо Йохан, който от 1548 до смъртта си през 565 г. има също титлата херцог на Бернщат. Същата година Хайнрих III поема управлението на херцогството Бернщат. Заради задълженията си той го продава заедно с двореца и някои села през 1574 г. на фамилията фон Шиндел.
Хайнрих III умира без наследници през 1587 г. и е погребан в Олешница/Оелс. Херцогството Бернщат е купено отново през 1604 г. от брат му Карл II.

## Фамилия
Хайнрих III се жени за Магдалена Мезерицка от Ломнице (на чешки: Magdaléna Mezeřícká z Lomnice), дъщеря на Йохан фон Ломниц и Мезерич цу Браунау. Бракът е бездетен.